# Lilian Helen Alexander
Lilian Helen Alexander (15 de marzo de 1861 – 18 de octubre de 1934) fue una cirujana australiana y una de las primeras mujeres en estudiar medicina en la Universidad de Melbourne.

## Biografía
Nació en 1861 en St Kilda, Victoria de Jane y de Thomas Alexander. Su padre era un imprentero inglés, y su madre era una administradora escolar irlandesa. Asistió a la Escuela Lawn House, que regenteaba su madre, y a la Presbyterian Ladies' University antes de matricularle en la Universidad de Melbourne. Allí se graduó con un Bachelor de Artes en 1886 y un Maestro de Artes en 1888 y fue la primera estudiante mujer admitida en el Trinity College de la universidad, "con una oposición considerable", la primera mujer en ser admitida en una residencia universitaria de toda Australia. Después de graduarse, trabajó como docente en Ruyton Girls' School.

## Carrera médica
En 1887, después de que ella y Helen Sexton peticionaran a la universidad, Helen devino una de las primeras cinco mujeres para ser admitidos a la Universidad de Melbourne Facultad de Medicina. Obtuvo un Bachelor de Medicina en 1893, deviniendo una médica calificada, y completó su residencia en el Hospital Real de las Mujeres en Carlton.
Lilian se implicó en la formación del Hospital Real de Victoria para Mujeres y Niños (ahora Monash Hospital de Niños) y fue una de los miembros de personal original del Hospital al lado de Constance Stone y un número de otras licenciadas médicas mujeres recientes. Lilian se especializó en cirugía después de obtener su Bachelor de Cirugía en 1901, y trabajó en el Hospital Real de Victoria hasta 1917. Practicó también la medicina en privado hasta 1928. En 1931, fue elegida presidenta de la sociedad de Mujeres Médicas victorianas después de servir como la primera secretaria de la sociedad desde 1896.

## Muerte y legado
Lilian murió en su casa South Yarra en 1934. Nunca se casó, pero se preocupó en cuatro de sus sobrinos después de la muerte de su hermana en 1913. En 1936, siguiendo la muerte de Lilian, sus sobrinos donaron una escultura titulada "La Rueda de Vida" por Charles Web Gilbert a la Universidad de Melbourne en la memoria de su tía. Fue postumamentey inducida al Honor Roll victoriano de Mujeres en 2007.